# Isidoro di Mileto
Isidoro di Mileto il Vecchio (Mileto, 442 – 537) è stato un architetto bizantino, noto per aver progettato, con Antemio di Tralle, la Basilica di Hagia Sophia a Costantinopoli.

## Biografia

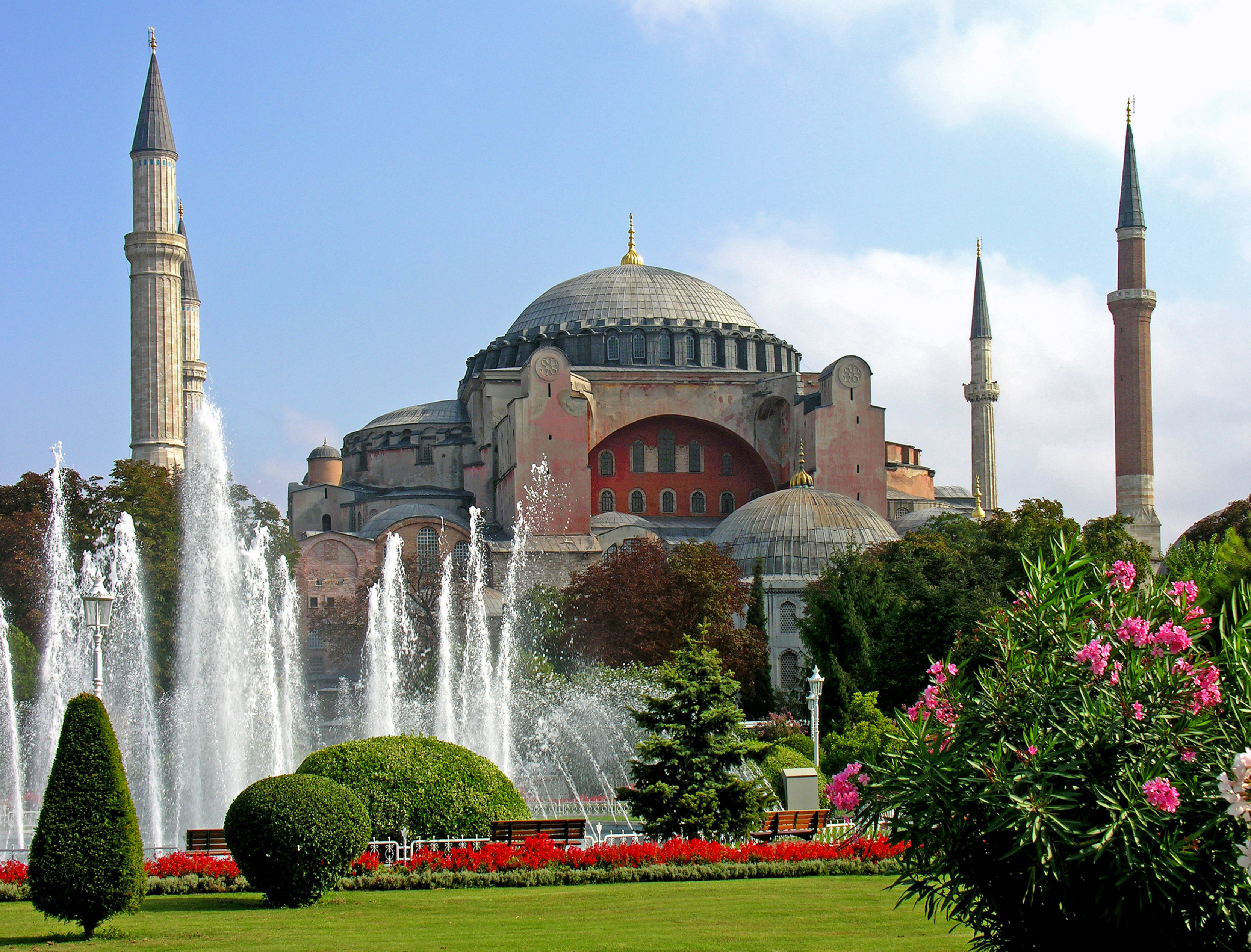
Hagia Sophia

Nel 532 la Basilica preesistente, costruita da Teodosio II, fu distrutta durante la rivolta di Nika.
L'imperatore Giustiniano I decise di ricostruirla, dopo aver sedato la rivolta, affidandone la progettazione a Isidoro e a Antemio di Tralle (474- prima del 558). Essi realizzarono la più grande chiesa della cristianità mai costruita fino ad allora, sormontata da una grande cupola in laterizi, del diametro di 32 m e posta e 55 m di altezza e poggiante su una base quadrata grazie alla soluzione innovativa dei pennacchi, utilizzati ancora oggi. Isidoro morì prima che la basilica fosse completata.
In precedenza aveva insegnato fisica ad Alessandria d'Egitto e poi a Costantinopoli, e aveva scritto un commentario su libri sulle costruzioni. Aveva anche raccolto e pubblicato gli scritti di Eutocio di Ascalona, che erano commentari sulla matematica di Archimede e Apollonio, contribuendo così a ravvivare l'interesse per le loro opere. Grazie al suo lavoro importanti scritti sono stati conservati e trasmessi alle generazioni future. Fu anche un abile matematico, al quale si devono la squadra a T, usata nel disegno tecnico, il metodo di costruzione della parabola con una corda e forse anche il libro XV apocrifo degli Elementi di Euclide.
Si sa anche che aiutò Giustiniano nella ricostruzione delle fortificazioni a Dara, in Mesopotamia.
Secondo Procopio e Agazia era parente dell'omonimo ingegnere Isidoro di Mileto il Giovane.